# Affogato
Un affogato ou affogato al caffè (« noyé, ou noyé dans le café », en italien) est une recette de boisson au café, ou un dessert traditionnel de la cuisine italienne, à base de glace à la vanille noyée dans un café espresso.

## Histoire
L'affogato est traditionnellement préparé en noyant dans une tasse à café (au dernier moment avant de le consommer) une boule de glace à la vanille froide, avec un café espresso chaud.

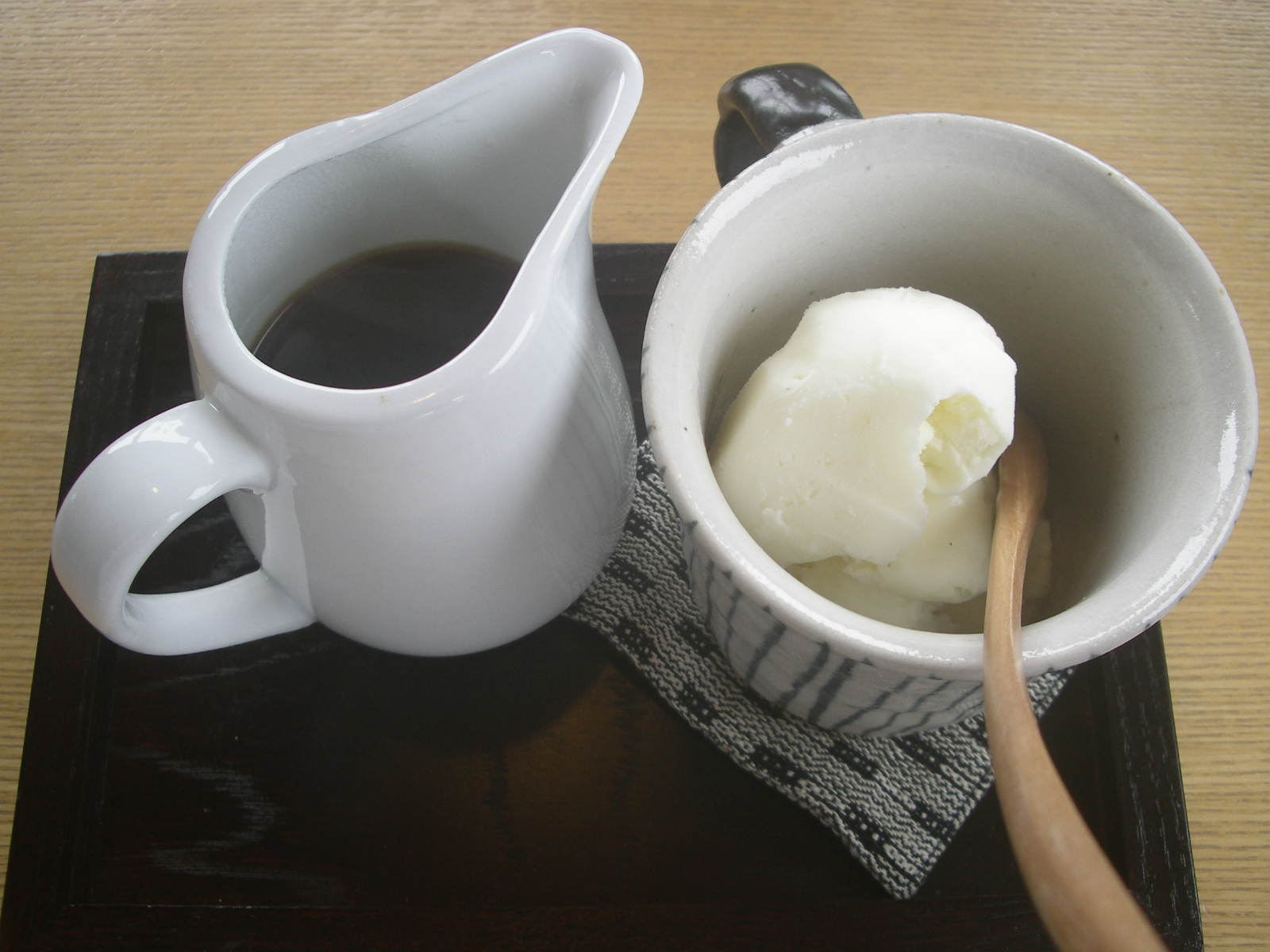
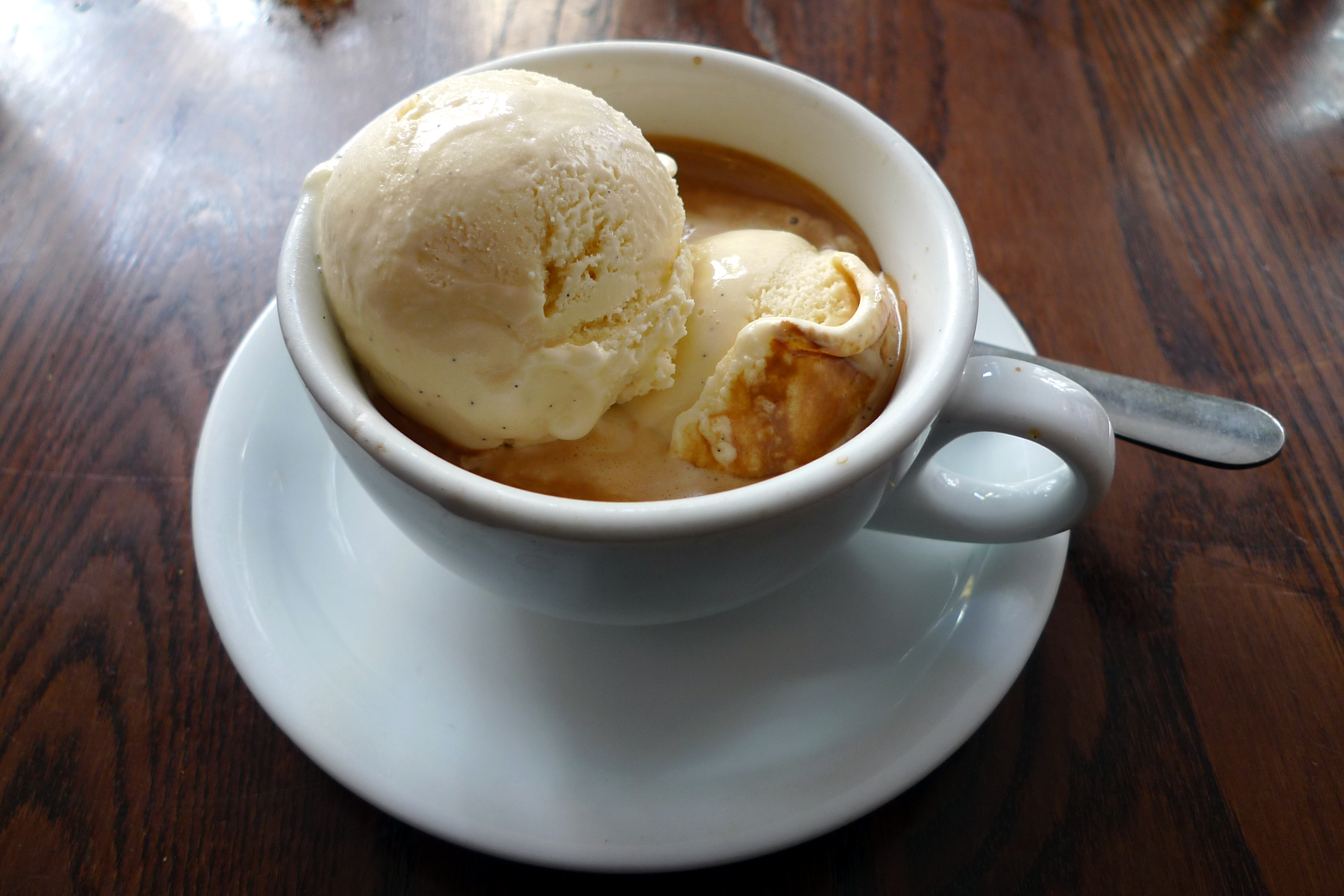
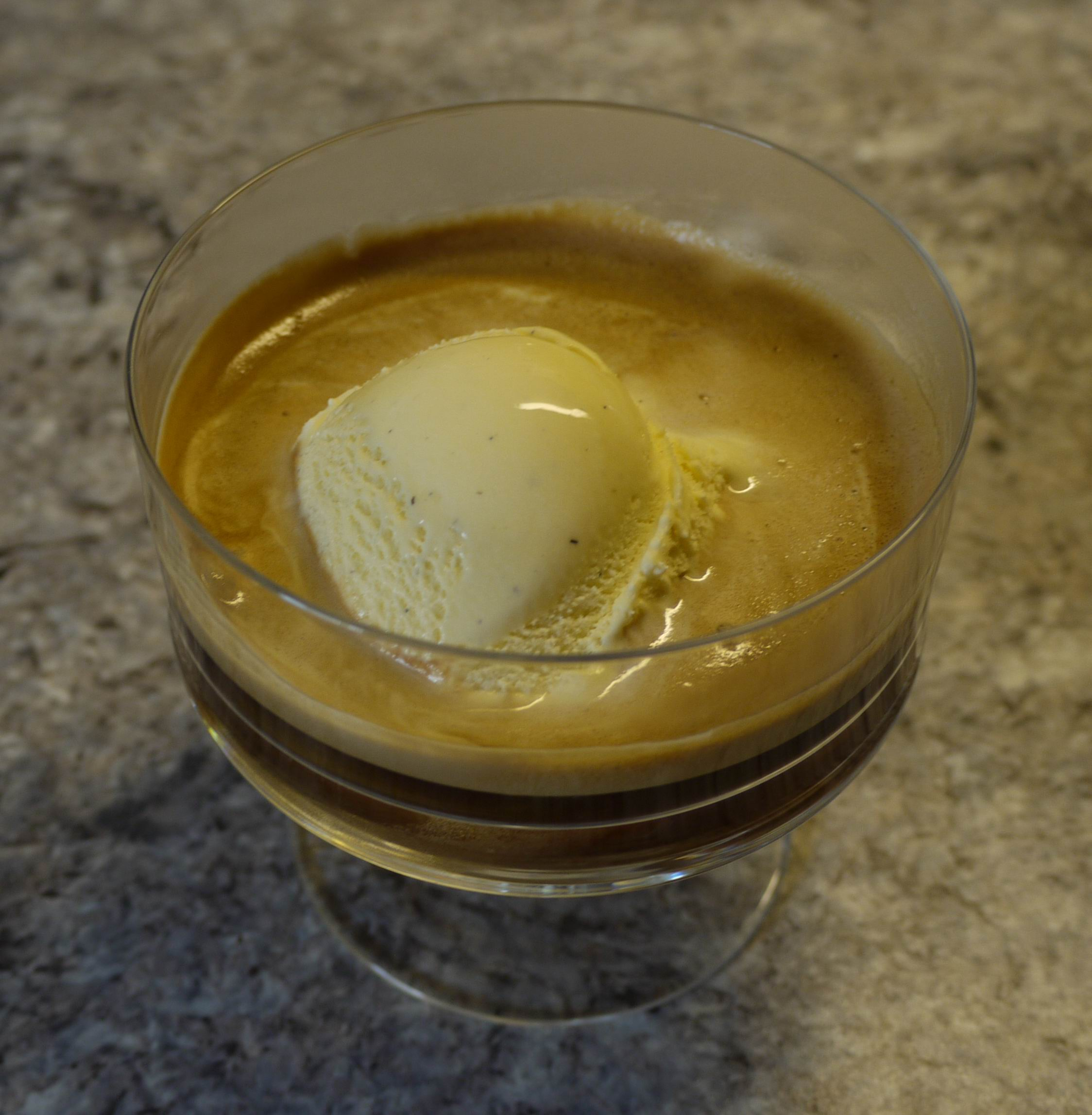
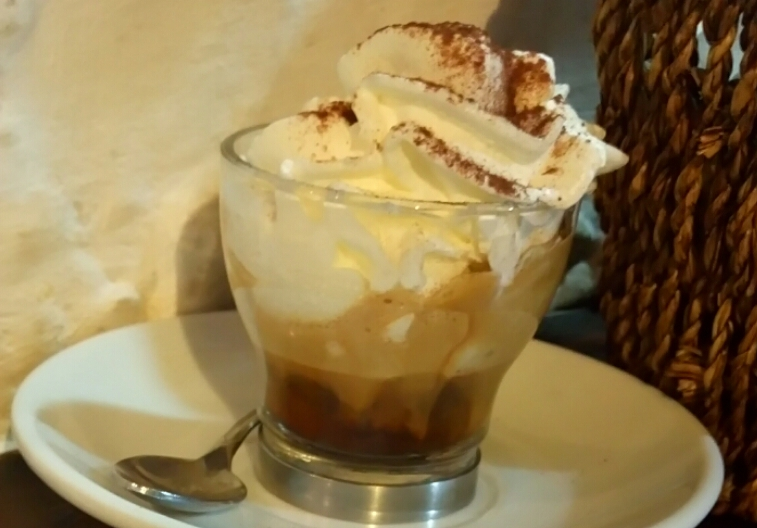

Il peut être amélioré avec des liqueurs telles que l'Amaretto, ainsi qu'avec de la poudre de cacao, du miel, du chocolat ou du caramel fondu, de la crème chantilly, de la cannelle, ou des amandes grillées,,.

## Quelques variantes
- Café
- Café au lait
- Café frappé
- Café glacé
- Caffè macchiato
- Café viennois
- Cappuccino
- Galão
- Irish coffee
- Latte
- Latte macchiato
- Mocaccino
- Liste des boissons au café